# Lecanodiaspis yuccae
Lecanodiaspis yuccae är en insektsart som först beskrevs av Townsend 1892.  Lecanodiaspis yuccae ingår i släktet Lecanodiaspis och familjen Lecanodiaspididae. Inga underarter finns listade i Catalogue of Life.